# Charmer (Kings of Leon)
Charmer è un brano musicale del gruppo musicale rock statunitense Kings of Leon, pubblicato il 29 ottobre 2007 come terzo singolo estratto dall'album Because of the Times.
Il singolo ha raggunto l'85ª posizione della classifica dell'Official Singles Chart nel Regno Unito.

## Tracce
1. Charmer – 3:00
2. My Party (Kenna & Chad Hugo Remix) – 3:41

## Classifiche

### Classifiche di fine anno
| Classifica (2007) | Posizione |
| ----------------- | --------- |
| Scozia            | 31        |
| Regno Unito       | 85        |